# 민병돈
민병돈(閔丙敦, 1935년 ~ )은 대한민국의 군인이다.

## 학력
- 휘문고등학교
- 육군사관학교 15기 학사
- 육군보병학교 졸업
- 육군대학 졸업
- 국방대학원 행정학 석사 수료